# Nederland op het Europees kampioenschap voetbal 2012
Nederland was een van de deelnemende landen aan het Europees kampioenschap voetbal 2012 in Polen en Oekraïne. Het was de negende deelname voor het land. Op het vorige EK in Zwitserland en Oostenrijk (in 2008) werd Nederland in de kwartfinale uitgeschakeld door Rusland. De bondscoach was Bert van Marwijk. Op 6 juni 2012 stond Nederland op de vierde plaats op de FIFA-wereldranglijst, achter Duitsland.
Nederland verloor in de groepsfase van het eindtoernooi alle drie de wedstrijden, waardoor het laatste in de poule werd. Nederland was daarmee gelijk uitgeschakeld op het EK 2012.

## Kwalificatie
Nederland was een van de 51 leden van de UEFA dat zich inschreef voor de kwalificatie voor het EK 2012. Twee van die leden, Polen en Oekraïne, waren als organiserende landen al geplaatst. Nederland werd als groepshoofd ingedeeld in groep E, samen met Zweden (uit pot 2), Finland (uit pot 3), Hongarije (uit pot 4), Moldavië (uit pot 5) en San Marino (uit pot 6). De nummers 1 en 2 uit elke poule kwalificeerde zich direct voor het Europees Kampioenschap.
Nederland speelde tien kwalificatiewedstrijden, tegen elke tegenstander twee. Het elftal scoorde in deze wedstrijden 37 keer en kreeg 8 tegendoelpunten. Op 2 september 2011 behaalde Nederland zijn grootste zege ooit: de tweede wedstrijd tegen San Marino eindigde in 11-0.

### Kwalificatieduels
| 3 september 2010 | San Marino | 0 - 5  | Nederland  |
| 7 september 2010 | Nederland  | 2 - 1  | Finland    |
| 8 oktober 2010   | Moldavië   | 0 - 1  | Nederland  |
| 12 oktober 2010  | Nederland  | 4 - 1  | Zweden     |
| 25 maart 2011    | Hongarije  | 0 - 4  | Nederland  |
| 29 maart 2011    | Nederland  | 5 - 3  | Hongarije  |
| 2 september 2011 | Nederland  | 11 - 0 | San Marino |
| 6 september 2011 | Finland    | 0 - 2  | Nederland  |
| 7 oktober 2011   | Nederland  | 1 - 0  | Moldavië   |
| 11 oktober 2011  | Zweden     | 3 - 2  | Nederland  |

### Eindstand
| Land       | Wed | Win | Gel | Ver | DV | DT | +/- | Pnt |
| ---------- | --- | --- | --- | --- | -- | -- | --- | --- |
| Nederland  | 10  | 9   | 0   | 1   | 37 | 8  | +29 | 27  |
| Zweden     | 10  | 8   | 0   | 2   | 31 | 11 | +20 | 24  |
| Hongarije  | 10  | 6   | 1   | 3   | 22 | 14 | +8  | 19  |
| Finland    | 10  | 3   | 1   | 6   | 16 | 16 | 0   | 10  |
| Moldavië   | 10  | 3   | 0   | 7   | 12 | 16 | -4  | 9   |
| San Marino | 10  | 0   | 0   | 10  | 0  | 53 | -53 | 0   |

### Oefenwedstrijden
Nederland speelde voor, tussen en na de kwalificatiewedstrijden ook nog twaalf vriendschappelijke interlands.
| 11 augustus 2010 | Oekraïne       | 1 – 1            | Nederland     |
| 17 november 2010 | Nederland      | 1 – 0            | Turkije       |
| 9 februari 2011  | Nederland      | 3 – 1            | Oostenrijk    |
| 4 juni 2011      | Brazilië       | 0 – 0            | Nederland     |
| 8 juni 2011      | Uruguay        | 1 – 1 (n.s. 3-2) | Nederland     |
| 10 augustus 2011 | Engeland       | Afgelast         | Nederland     |
| 11 november 2011 | Nederland      | 0 – 0            | Zwitserland   |
| 15 november 2011 | Duitsland      | 3 – 0            | Nederland     |
| 29 februari 2012 | Engeland       | 2 – 3            | Nederland     |
| 22 mei 2012      | Bayern München | 3 – 2            | Nederland     |
| 26 mei 2012      | Nederland      | 1 – 2            | Bulgarije     |
| 30 mei 2012      | Nederland      | 2 – 0            | Slowakije     |
| 2 juni 2012      | Nederland      | 6 – 0            | Noord-Ierland |

## Wedstrijden op het Europees kampioenschap
Nederland werd bij de loting op 2 december 2011 als groepshoofd ingedeeld in Groep B. Daaraan werden gedurende de loting aartsrivaal Duitsland, Denemarken en Portugal toegevoegd. De groep werd door deze sterke loting de "Groep des Doods" genoemd. Bondscoach Bert van Marwijk vond de groep ook de zwaarste op het Europees kampioenschap dit jaar. Ook de bondscoaches van Duitsland, Joachim Löw, Portugal, Paulo Bento en van Denemarken, Morten Olsen vonden de loting ongunstig.Na drie nederlagen op rij in de groepsfase was Nederland uitgeschakeld op het EK. Bondscoach Bert van Marwijk diende na de uitschakeling zijn ontslag in.

### Wedstrijden

#### Poulefase
|                        |           |                 |            |                                                        |
| 9 juni 2012 19.00 OEZT | Nederland | 0 – 1           | Denemarken | Metaliststadion, Charkov Scheidsrechter: Damir Skomina |
| 9 juni 2012 19.00 OEZT |           | 24' Krohn-Dehli |            | Metaliststadion, Charkov Scheidsrechter: Damir Skomina |

|                         |                |       |                |                                                         |
| 13 juni 2012 20:45 OEZT | Nederland      | 1 – 2 | Duitsland      | Metaliststadion, Charkov Scheidsrechter: Jonas Eriksson |
| 13 juni 2012 20:45 OEZT | Van Persie 73' |       | 24', 38' Gómez | Metaliststadion, Charkov Scheidsrechter: Jonas Eriksson |

|                         |                  |       |                   |                                                         |
| 17 juni 2012 21.45 OEZT | Portugal         | 2 – 1 | Nederland         | Metaliststadion, Charkov Scheidsrechter: Nicola Rizzoli |
| 17 juni 2012 21.45 OEZT | Ronaldo 28', 74' |       | 11' Van der Vaart | Metaliststadion, Charkov Scheidsrechter: Nicola Rizzoli |

#### Stand groep B
| Land       | Wed | Win | Gel | Ver | DV | DT | +/- | Pnt |
| ---------- | --- | --- | --- | --- | -- | -- | --- | --- |
| Duitsland  | 3   | 3   | 0   | 0   | 5  | 2  | +3  | 9   |
| Portugal   | 3   | 2   | 0   | 1   | 5  | 4  | +1  | 6   |
| Denemarken | 3   | 1   | 0   | 2   | 4  | 5  | -1  | 3   |
| Nederland  | 3   | 0   | 0   | 3   | 2  | 5  | -3  | 0   |

## Selectie en statistieken

### Voorlopige selectie
Op 7 mei 2012 maakte bondscoach Bert van Marwijk de voorselectie bekend. Hij heeft 36 spelers geselecteerd voor de eerste trainingsstage van het Nederlandse elftal op 14 en 15 mei. Op 17 mei vertrekt een verdere selectie van waarschijnlijk 27 spelers naar Lausanne, waar ook getraind wordt. Tijdens deze trainingsstage van een week speelde het Nederlands elftal twee vriendschappelijke interlands.
De voorselectie was deels opvallend. Zo ontbraken Ryan Babel, Eljero Elia en Bas Dost. Erik Pieters zou wel in de voorselectie zijn opgenomen, maar was gedwongen zich af te melden door problemen met zijn voet. Hij besloot zich aan zijn voet te laten opereren, met als gevolg dat hij moest revalideren en zo geen kans maakte om mee naar het Europees kampioenschap te gaan. In plaats van Pieters nam Van Marwijk Alexander Büttner in de voorselectie op, die bij het verkleinen van de selectie van 36 naar 27 spelers uit de selectie geplaatst werd.

### Definitieve selectie
Op 26 mei 2012, nog vóór de wedstrijd tegen Bulgarije maakte Van Marwijk zijn definitieve selectie bekend. Jeremain Lens, Siem de Jong, Vurnon Anita en Adam Maher vielen af. Op 29 mei werden de rugnummers bekendgemaakt. In vergelijking met de WK-selectie van 23 man telde de EK-groep van Van Marwijk zeven andere namen. Giovanni van Bronckhorst en André Ooijer waren inmiddels gestopt, Sander Boschker, Edson Braafheid, Demy de Zeeuw, Ryan Babel en Eljero Elia waren uit beeld geraakt bij Oranje. Daarvoor in de plaats gekomen zijn Ron Vlaar, Tim Krul, Wilfred Bouma, Jetro Willems, Luuk de Jong, Kevin Strootman en Luciano Narsingh.
| Bondscoach | Bert van Marwijk |
| ---------- | ---------------- |
| Assistent  | Phillip Cocu     |

| No. | Naam                 | Club                       | Positie      | W |   |   | D | A |   |   |   |
| --- | -------------------- | -------------------------- | ------------ | - | - | - | - | - | - | - | - |
| 1   | Maarten Stekelenburg | AS Roma                    | Doelman      | 3 | 0 | 0 | 0 | 0 | 0 | 0 | 0 |
| 12  | Michel Vorm          | Swansea City AFC           | Doelman      | 0 | 0 | 0 | 0 | 0 | 0 | 0 | 0 |
| 22  | Tim Krul             | Newcastle United FC        | Doelman      | 0 | 0 | 0 | 0 | 0 | 0 | 0 | 0 |
| 2   | Gregory van der Wiel | AFC Ajax                   | Verdediger   | 3 | 0 | 1 | 0 | 0 | 0 | 0 | 0 |
| 3   | John Heitinga        | Everton FC                 | Verdediger   | 2 | 0 | 0 | 0 | 0 | 0 | 0 | 0 |
| 4   | Joris Mathijsen      | Málaga CF                  | Verdediger   | 2 | 0 | 0 | 0 | 0 | 0 | 0 | 0 |
| 5   | Wilfred Bouma        | PSV Eindhoven              | Verdediger   | 0 | 0 | 0 | 0 | 0 | 0 | 0 | 0 |
| 6   | Mark van Bommel      | AC Milan                   | Middenvelder | 2 | 0 | 1 | 0 | 0 | 1 | 0 | 0 |
| 7   | Dirk Kuijt           | Liverpool FC               | Aanvaller    | 2 | 2 | 0 | 0 | 0 | 0 | 0 | 0 |
| 8   | Nigel de Jong        | Manchester City FC         | Middenvelder | 3 | 0 | 1 | 0 | 0 | 1 | 0 | 0 |
| 9   | Klaas-Jan Huntelaar  | FC Schalke 04              | Aanvaller    | 3 | 2 | 0 | 0 | 0 | 0 | 0 | 0 |
| 10  | Wesley Sneijder      | FC Internazionale Milano   | Middenvelder | 3 | 0 | 0 | 0 | 1 | 0 | 0 | 0 |
| 11  | Arjen Robben         | FC Bayern München          | Aanvaller    | 3 | 0 | 1 | 0 | 1 | 0 | 0 | 0 |
| 13  | Ron Vlaar            | Feyenoord                  | Verdediger   | 2 | 0 | 0 | 0 | 0 | 0 | 0 | 0 |
| 14  | Stijn Schaars        | Sporting Clube de Portugal | Middenvelder | 0 | 0 | 0 | 0 | 0 | 0 | 0 | 0 |
| 15  | Jetro Willems        | PSV Eindhoven              | Verdediger   | 3 | 0 | 1 | 0 | 0 | 2 | 0 | 0 |
| 16  | Robin van Persie     | Arsenal FC                 | Aanvaller    | 3 | 0 | 0 | 1 | 0 | 1 | 0 | 0 |
| 17  | Kevin Strootman      | PSV Eindhoven              | Middenvelder | 0 | 0 | 0 | 0 | 0 | 0 | 0 | 0 |
| 18  | Luuk de Jong         | FC Twente                  | Aanvaller    | 0 | 0 | 0 | 0 | 0 | 0 | 0 | 0 |
| 19  | Luciano Narsingh     | sc Heerenveen              | Aanvaller    | 0 | 0 | 0 | 0 | 0 | 0 | 0 | 0 |
| 20  | Ibrahim Afellay      | FC Barcelona               | Middenvelder | 3 | 1 | 2 | 0 | 0 | 0 | 0 | 0 |
| 21  | Khalid Boulahrouz    | VfB Stuttgart              | Verdediger   | 0 | 0 | 0 | 0 | 0 | 0 | 0 | 0 |
| 23  | Rafael van der Vaart | Tottenham Hotspur FC       | Middenvelder | 3 | 2 | 0 | 1 | 0 | 0 | 0 | 0 |

| W | Wedstrijden        |
|   | Invalbeurten       |
|   | Gewisseld          |
| D | Doelpunten         |
| A | Assists/Voorzetten |
|   | Gele kaarten       |
|   | 2 x geel = rood    |
|   | Rode kaarten       |

## Afbeeldingen

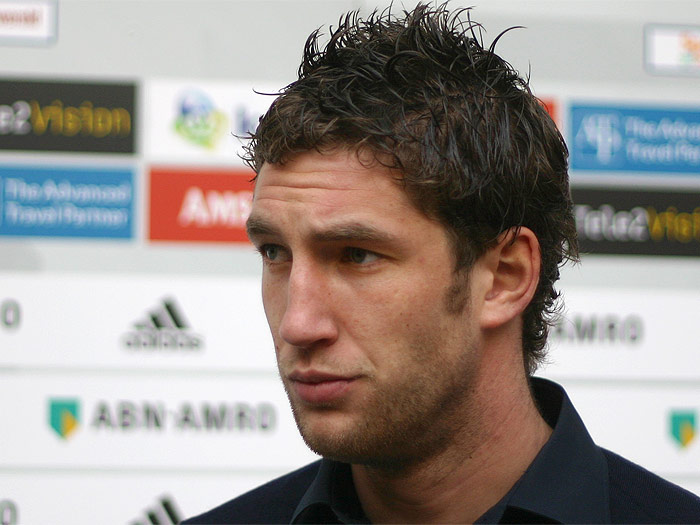
Maarten Stekelenburg (doelman)
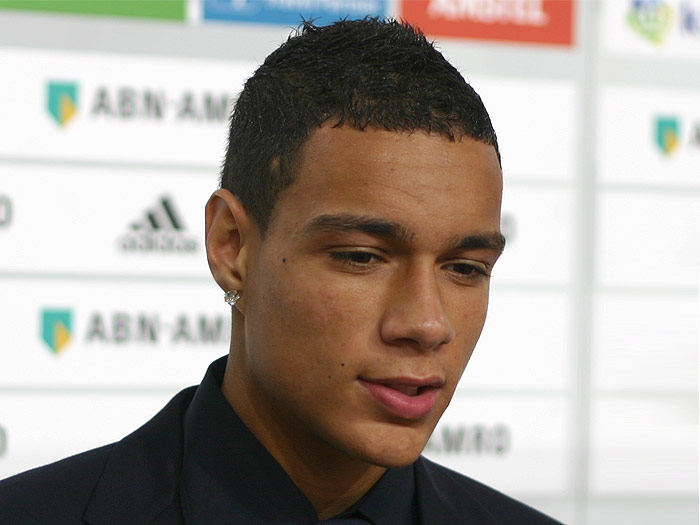
Gregory van der Wiel (verdediger)
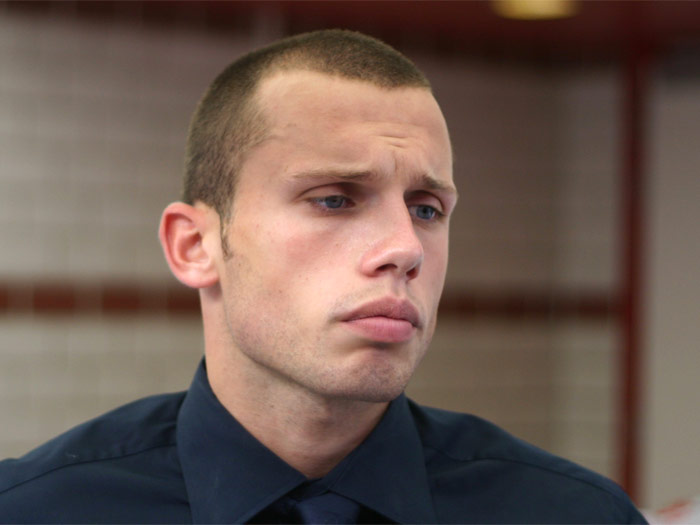
John Heitinga (verdediger)
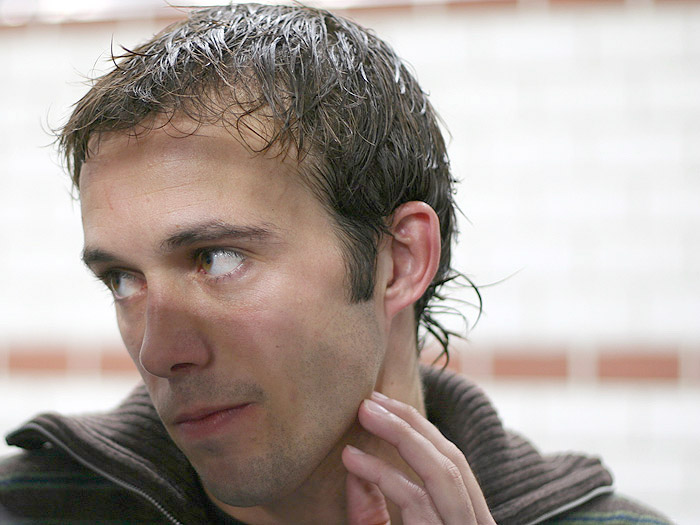
Joris Mathijsen (verdediger)
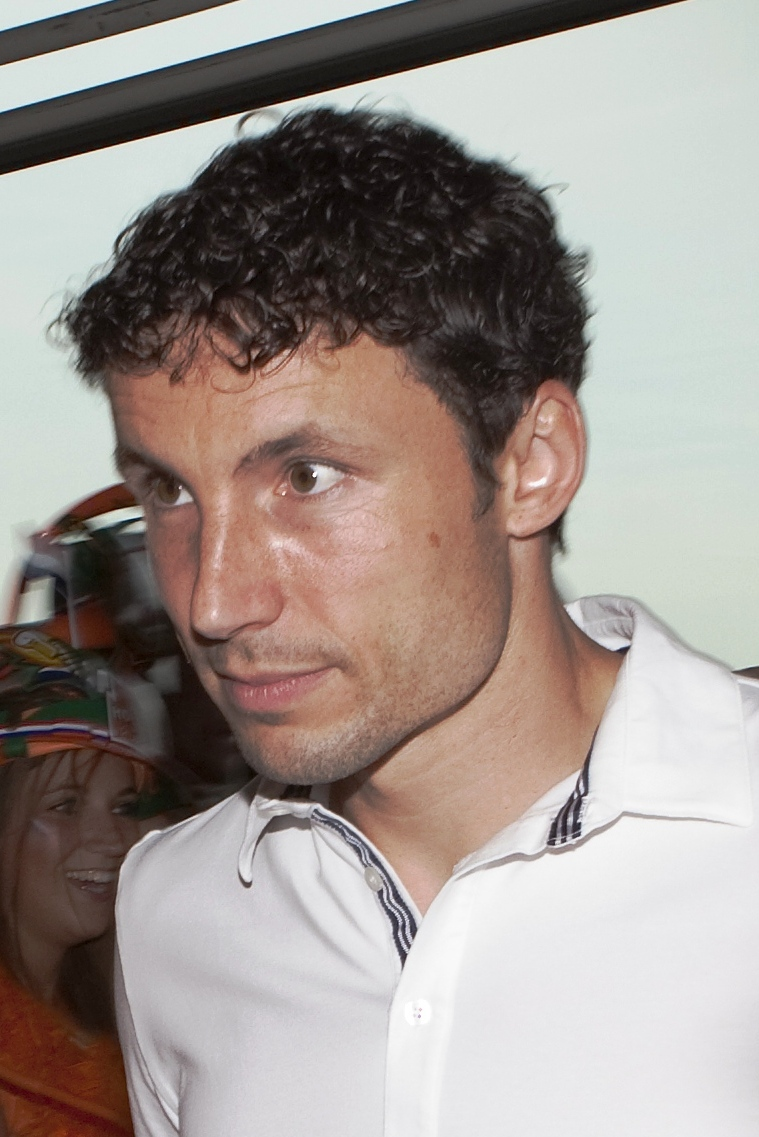
Mark van Bommel (middenvelder)
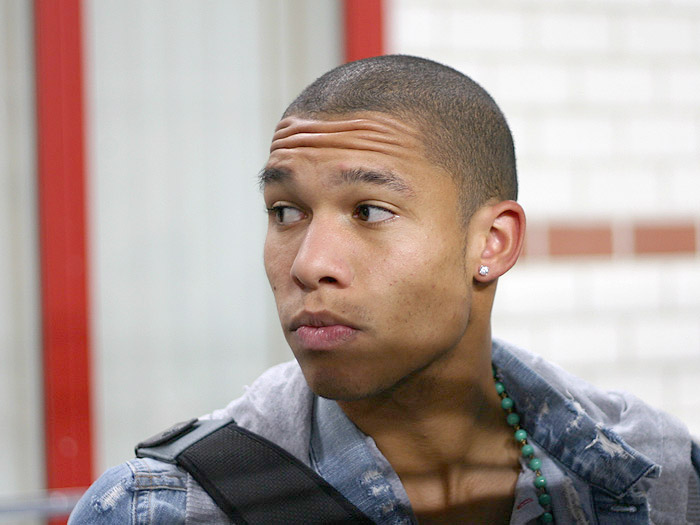
Nigel de Jong (middenvelder)
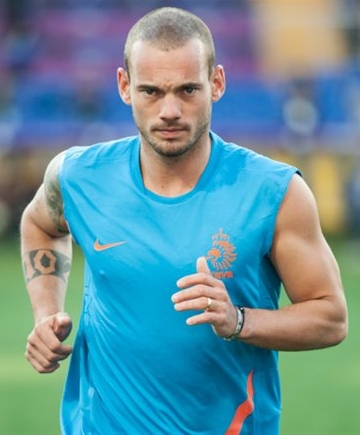
Wesley Sneijder (middenvelder)
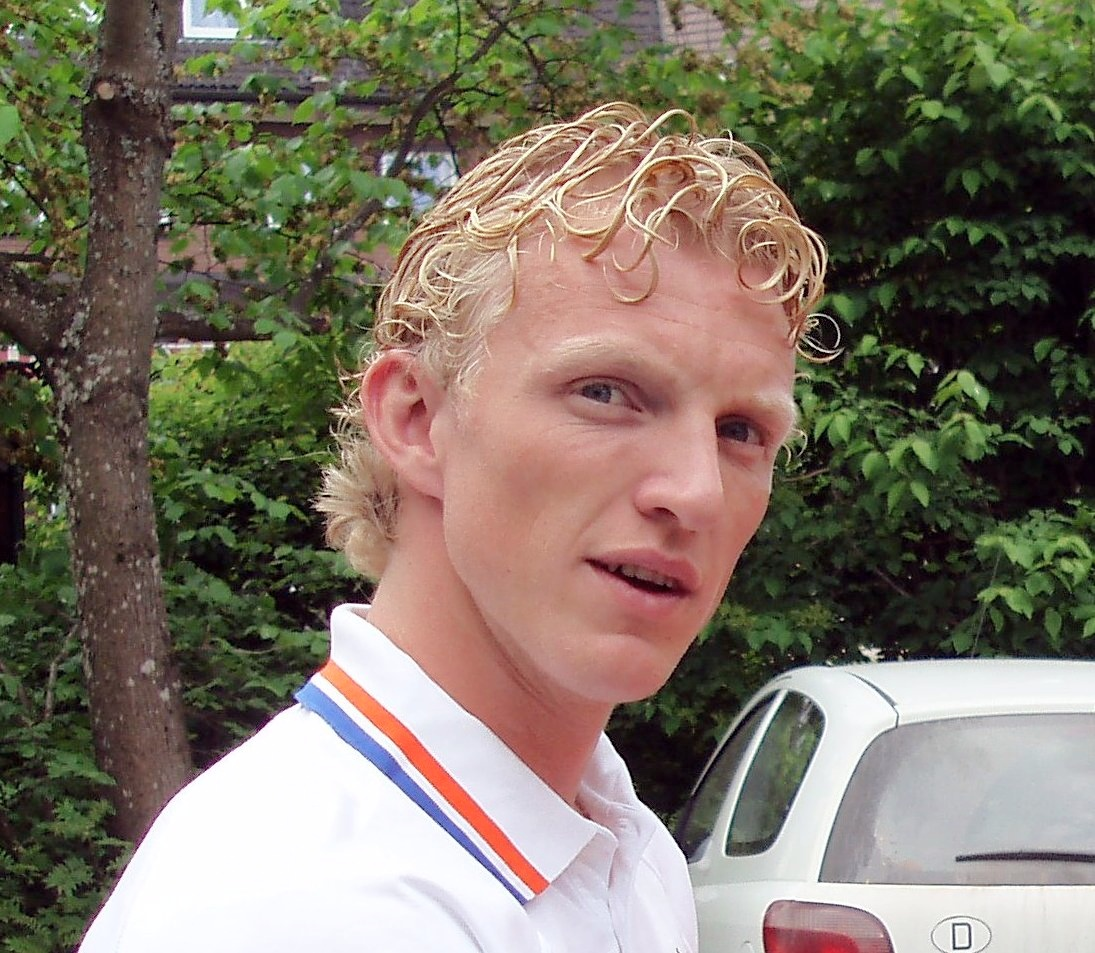
Dirk Kuijt (aanvaller)
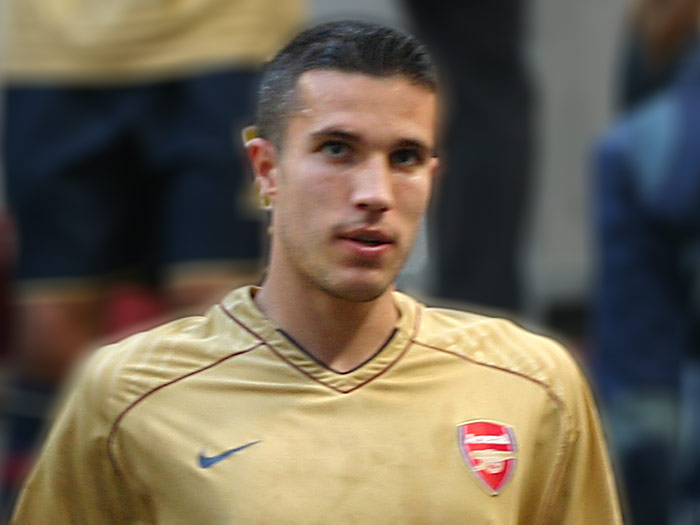
Robin van Persie (aanvaller)
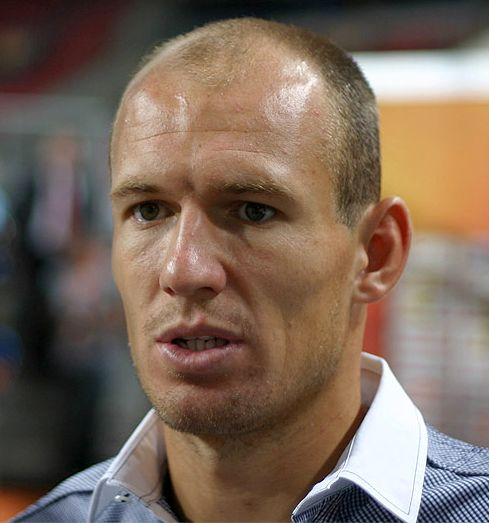
Arjen Robben (aanvaller)

Groep A:  Polen ·  Griekenland ·  Rusland ·  Tsjechië
Groep B:  Nederland ·  Duitsland ·  Portugal ·  Denemarken
Groep C:  Spanje ·  Italië ·  Kroatië ·  Ierland
Groep D:  Oekraïne ·  Zweden ·  Frankrijk ·  Engeland
 Frankrijk 1960 · 
 Spanje 1964 · 
 Italië 1968 · 
 België 1972 · 
 Joegoslavië 1976 · 
 Italië 1980 · 
 Frankrijk 1984 · 
 West-Duitsland 1988 · 
 Zweden 1992 · 
 Engeland 1996 · 
 Nederland & België 2000 · 
 Portugal 2004 · 
 Zwitserland & Oostenrijk 2008 · 
 Polen & Oekraïne 2012 · 
 Frankrijk 2016 · 
Europa 2020 · 
 Duitsland 2024
KNVB ·
A-internationals ·
Bondscoaches (m) ·
Topscorers ·
Nederlands vrouwenelftal ·
Bondscoaches (v) ·
Nederland B ·
Olympisch elftal ·
Jong Oranje ·
Nederland –20 ·
Nederland –19 ·
Nederland –18 ·
Nederland –17 ·
Nederland –16 ·
Nederland –15 ·
Nederlands amateurelftal ·
Nederlands zaterdagelftal ·
Jong OranjeLeeuwinnen ·
Vrouwen –20 ·
Vrouwen –19 ·
Vrouwen –18 ·
Vrouwen –17 ·
Vrouwen –16 ·
Vrouwen –15 ·
Militair mannenelftal ·
Militair vrouwenelftal ·
Strandteam ·
Vrouwen Strandteam ·
Futsalteam ·
Vrouwen Futsalteam

EK-wedstrijden ·
WK-wedstrijden ·
Resultaten kwalificaties en eindronden ·
Nederland B-wedstrijden ·
Officieuze wedstrijden ·
EK-wedstrijden vrouwen ·
WK-wedstrijden vrouwen ·
Resultaten vrouwen kwalificaties en eindronden
1905 – 1919 ·
1920 – 1929 ·
1930 – 1939 ·
1940 – 1949 ·
1950 – 1959 ·
1960 – 1969 ·
1970 – 1979 ·
1980 – 1989 ·
1990 – 1999 ·
2000 – 2009 ·
2010 – 2019 ·
2020 – 2029
2015 ·
2016 ·
2017 ·
2018 ·
2019 ·
2020 ·
2021 · 
2022
EK's: 1976 · 
1980 · 
1988 · 
1992 · 
1996 · 
2000 · 
2004 · 
2008 · 
2012 · 
2020 · 
2024
WK's: 1934 · 
1938 · 
1974 · 
1978 · 
1990 · 
1994 · 
1998 · 
2006 · 
2010 · 
2014 · 
2022
OS: 1908 ·
1912 ·
1920 ·
1924 ·
1928 ·
1948 ·
1952 ·
2008
Albanië ·
Andorra ·
Argentinië ·
Armenië ·
Australië ·
België ·
Bosnië en Herzegovina ·
Brazilië ·
Bulgarije ·
Canada ·
Chili ·
China ·
Colombia ·
Costa Rica ·
Curaçao ·
Cyprus ·
DDR ·
Denemarken ·
Duitsland ·
Ecuador ·
Egypte ·
Engeland ·
Estland ·
Faeröer ·
Finland ·
Frankrijk ·
GOS · 
Georgië ·
Ghana ·
Gibraltar ·
Griekenland ·
Hongarije ·
Ierland ·
IJsland ·
Indonesië ·
Iran ·
Israël ·
Italië ·
Ivoorkust ·
Japan ·
Joegoslavië ·
Kameroen ·
Kazachstan ·
Kroatië ·
Letland ·
Liechtenstein ·
Luxemburg ·
Malta ·
Marokko ·
Mexico ·
Moldavië ·
Montenegro ·
Nederlandse Antillen ·
Nigeria ·
Noord-Ierland ·
Noord-Macedonië ·
Noorwegen ·
Oekraïne ·
Oostenrijk ·
Paraguay ·
Peru ·
Polen ·
Portugal ·
Qatar ·
Roemenië ·
Rusland ·
Saarland ·
San Marino ·
Saoedi-Arabië ·
Schotland ·
Senegal ·
Servië en Montenegro ·
Slovenië ·
Slowakije ·
Sovjet-Unie ·
Spanje ·
Suriname ·
Thailand ·
Tsjechië ·
Tsjecho-Slowakije ·
Tunesië ·
Turkije ·
Uruguay ·
Verenigd Koninkrijk ·
Verenigde Staten ·
Wales ·
Wit-Rusland ·
Zuid-Afrika ·
Zuid-Korea ·
Zweden ·
Zwitserland
Argentinië (1978) ·
Argentinië (2006) ·
Argentinië (2014) ·
Argentinië (2022) ·
Australië (2014) ·
Brazilië (2014) ·
Chili (2014) · 
Costa Rica (2014) ·
Denemarken (2010) ·
Denemarken (2012) ·
Duitsland (2012) · 
Ecuador (2022) · 
Frankrijk (2008) ·
Italië (2008) ·
Ivoorkust (2006) ·
Japan (2010) ·
Kameroen (2010) ·
Mexico (2014) · 
Noord-Macedonië (2021) · 
Oekraïne (2021) · 
Oostenrijk (2021) · 
Portugal (2006) ·
Portugal (2012) ·
Portugal (2019) ·
Qatar (2022) ·
Roemenië (2008) ·
Rusland (2008) ·
San Marino (2011) ·
Senegal (2022) ·
Servië en Montenegro (2006) ·
Sovjet-Unie (1988) ·
Spanje (2010) ·
Spanje (2014) ·
Tsjechië (2021) · 
Uruguay (2010) ·
Verenigde Staten (2022) · 
West-Duitsland (1974)